# Club Deportivo Generaciones Palmiranas
El Club Deportivo Generaciones Palmiranas es un club de fútbol colombiano, y su sede actual es el municipio de Palmira, Valle del Cauca. Actualmente juega en la Categoría Sub-20 y Categoría Sub-17.

## Uniforme
- Uniforme titular: Camiseta roja , pantalón blanco y medias rojas.

## Campeonato Juvenil
Su primera participación fue en el 2010 finalizando tercero en su grupo para acceder a la segunda fase donde superó en un triangular a Cortuluá y Once Caldas, el camino seguiría en la tercera fase contra Equidad Club Deportivo, inició perdiendo 2-4 en el Estadio Metropolitano de Techo pero en casa ganaría 3-0 para dejar la serie 5-4 y avanzar a la cuarta fase entre los 6 mejores equipos pero Envigado FC lo eliminaría tras una derrota 1-0 en el Estadio Polideportivo Sur y un empate 1-1 en Palmira.
En el 2011 quedó eliminado en primera fase a 12 puntos de la zona de clasificación, lo mismo sucedería en el 2012 finalizando séptimo en su grupo con solo 14 puntos en 16 juegos, en el 2013 volvió a ser protagonista tras finalizar líder de su grupo con 37 puntos, en esta temporada lograría la clasificación en la última fecha luego de ganar sobre Alianza Deportiva de Cali de visita 4-1 en el Polideportivo El Guabal ayudado de un empate de Once Caldas de Chinchiná quien era el líder entonces y una derrota de Deportivo Cali "B" quien era segundo y quedó eliminado, en la segunda fase enfrentó a Liga Deportiva de Popayán empatando 0-0 en el Estadio Ciro López y ganando en el Polideportivo de Montecarlo 3-2, luego llegarían los octavos de final contra Envigado FC a quien derrotaría en el Estadio Polideportivo Sur 3-0 para empatar 2-2 en el Estadio Municipal de Ginebra y llegar a cuartos de final ante Deportes Tolima superado 1-2 en casa y 1-0 en Venadillo y quedar eliminado del torneo.
En la edición del 2014 quedó séptimo en su grupo con solo 9 puntos en 14 juegos anotando escasos 8 goles y recibiendo 35 anotaciones.
Su participación en el 2015 finalizó sexto del grupo D quedando eliminado con 13 puntos en 14 partidos disputados en esta edición jugó sus partidos en diferentes escenarios deportivos, en Palmira ofició en el Estadio Francisco Rivera Escobar, Estadio Nepomuceno Garcia de Torre y la Cancha Auxiliar INDER, en El Cerrito jugó en el Estadio Alfredo Vasquez Cobo.

## Campeonato Prejuvenil
Ha participado en todas las ediciones desde 2010 donde finalizó último en el cuadrangular C en primera fase con 1 victoria y 5 derrotas, el 2011 tampoco fue bueno para el club en esta categoría pues finalizó séptimo en primera fase dentro de su grupo con 16 puntos a 13 de la zona de clasificación, para el 2012 finalizaría sexto en el grupo en primera fase con 22 unidades a 12 de la zona de clasificación, en la edición del 2013 mejoró su participación pero finalizaría cuarto en el grupo a escasos 6 puntos de la clasificación donde se destacan resultados como 8-1 sobre Deportivo El Cerrito y 4-1 como visitante sobre Deportivo Valencia de Cali.
En el 2014 finalizó cuarto del grupo con 29 puntos y 5 de ventaja sobre el quinto lugar logrando entrar a la segunda fase del campeonato por primera vez, se destacan las goleadas 7-1 sobre Alianza Deportiva de Cali y Racing Guacarí y 5-0 como visitante sobre Norte del Valle o Corporación Sevilla, sin embargo en la segunda fase fue ampliamente superado por La Equidad 5-0 en el Polideportivo Montecarlo en casa y 4-0 en la Sede Deportiva del club bogotano.
Para la edición del 2015 obtuvo el último lugar del grupo E con 4 puntos en 14 juegos donde solo obtuvo una victoria 3-2 ante Real Bolívar y un empate 2-2 ante América Pedro Sellares de visitante anotando 12 goles en total y recibiendo 35.